# Parque Nacional Tandooreh
O Parque Nacional Tandooreh (em persa: پارک ملی تندوره) é uma área protegida localizada no nordeste do Irão, perto da cidade de Dargaz e da fronteira com o Turcomenistão. A área montanhosa apresenta vales profundos e falésias, com bosques de juniperus nas encostas e matagais ao longo dos rios nos respectivos vales. As áreas abertas são tipicamente de estepe com artemisia. As elevações variam entre 980 e 2600 metros de altitude.